# Pont-Péan

Pont-Péan este o comună în departamentul Ille-et-Vilaine, Franța. În 1 ianuarie 2022 avea o populație de 4.289 de locuitori.